# Sida calva
Sida calva är en malvaväxtart som beskrevs av Paul Arnold Fryxell. Sida calva ingår i släktet sammetsmalvor, och familjen malvaväxter. Inga underarter finns listade i Catalogue of Life.